# Winnicka Rada Obwodowa

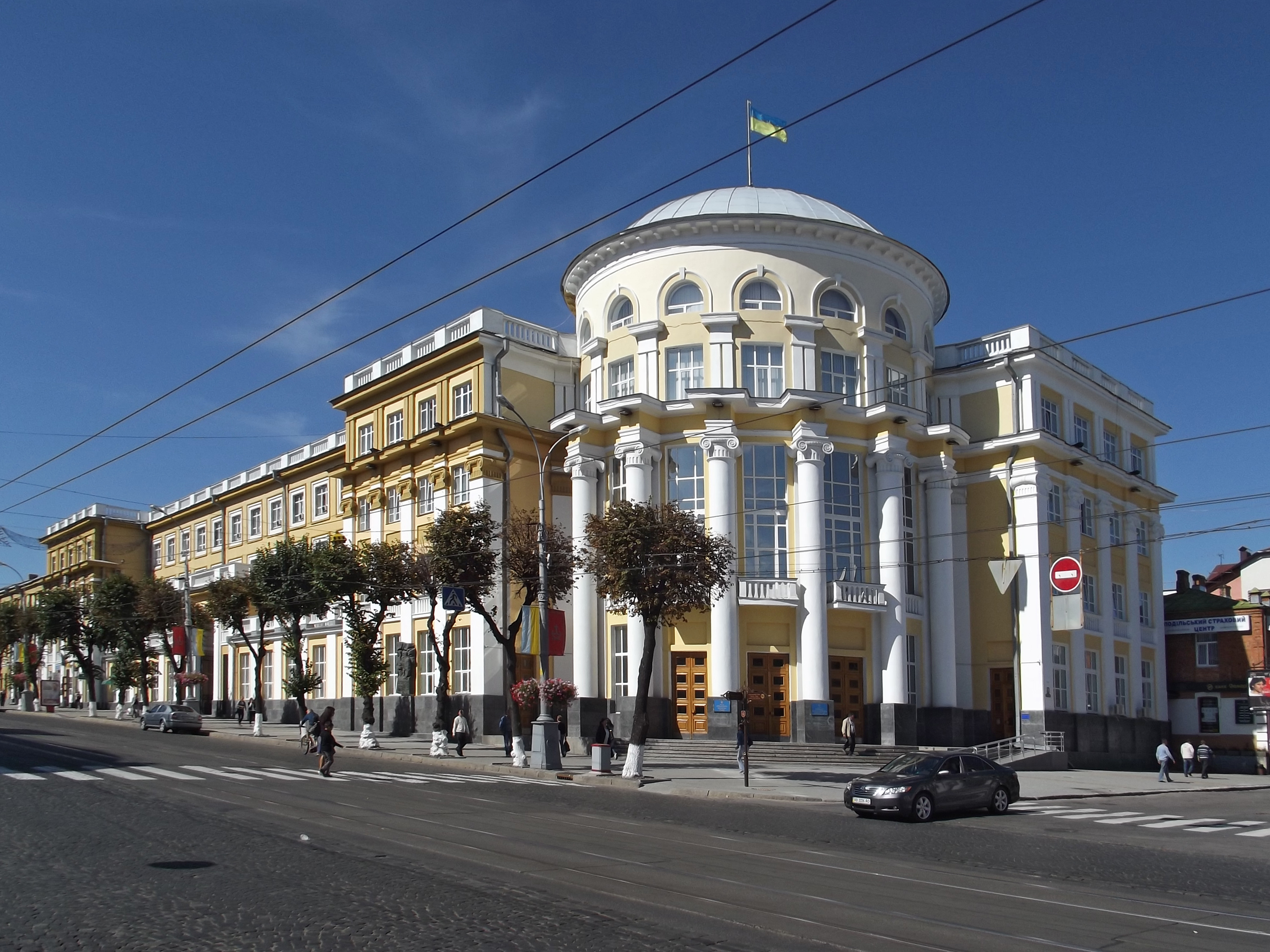
Budynek rady obwodowej

Winnicka Rada Obwodowa (ukr. Вінницька обласна рада) – organ obwodowego samorządu terytorialnego w obwodzie winnickim Ukrainy, reprezentujący interesy mniejszych samorządów – rad rejonowych, miejskich, osiedlowych i wiejskich, w ramach konstytucji Ukrainy oraz udzielonych przez rady upoważnień. Siedziba rady znajduje się w Winnicy. W VI kadencji Rady Obwodu Winnickiego zasiada 132 radnych.

## Przewodniczący Rady
- Arkadij Nechajewśkyj (kwiecień 1990 - styczeń 1991)
- Mykoła Didyk (styczeń 1991 - marzec 1992)
- Polikarp Tkacz (kwiecień 1992 - lipiec 1994)
- Mykoła Melnyk (lipiec 1994 - czerwiec 1996)
- Iwan Bondarczuk (lipiec 1997 - kwiecień 1998)
- Hryhorij Kałetnyk (kwiecień 1998 - marzec 2002)
- Jurij Iwanow (kwiecień 2002 - kwiecień 2006)
- Hryhorij Zabołotnyj (kwiecień 2006 - listopad 2010)
- Serhij Tatusiak (od listopada 2010 do lutego 2014)
- Serhij Swytko (od 26 lutego 2014)